# Evangeliario en lengua mexicana de la Biblioteca Capitular de Toledo

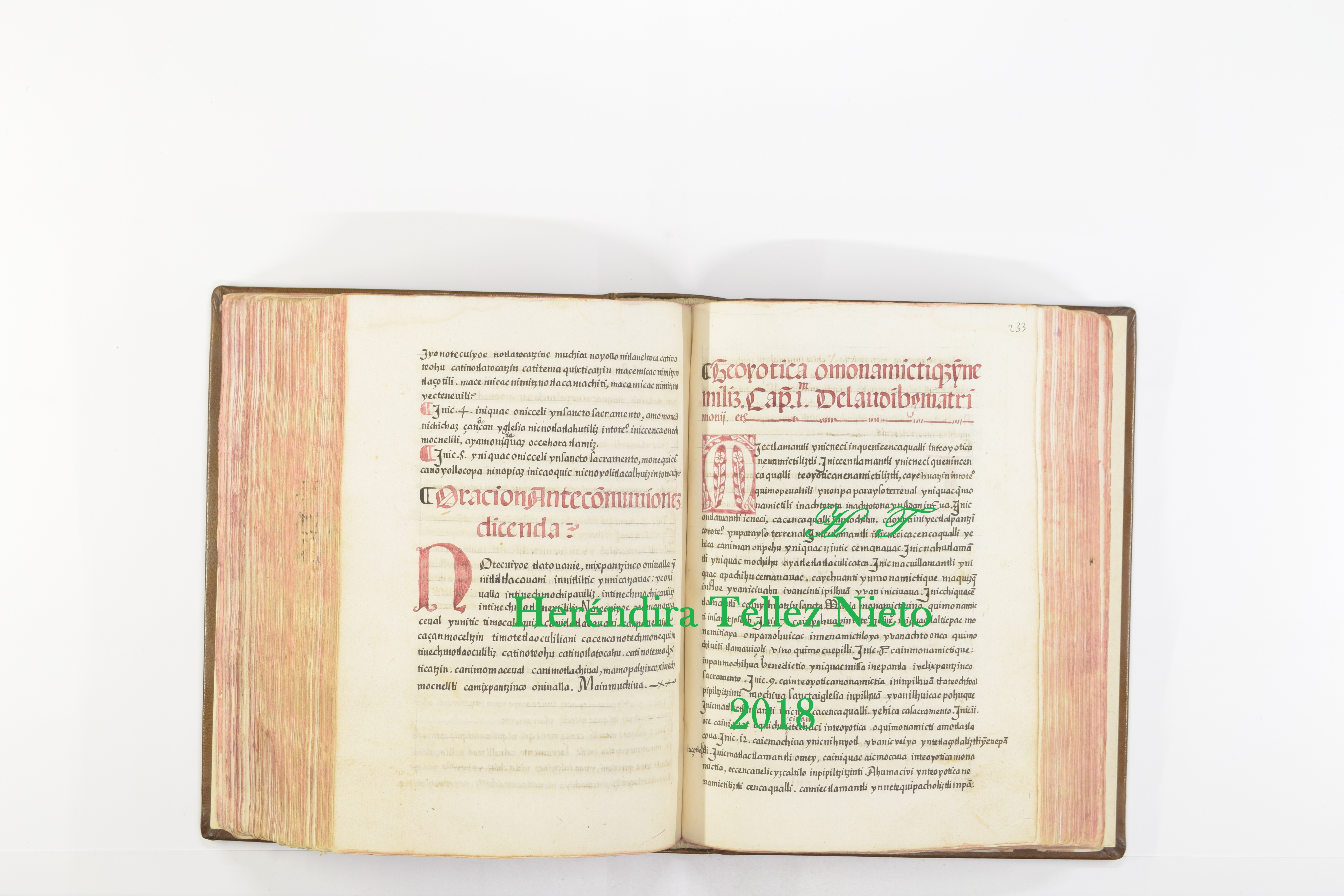
Manual del christiano

El Evangeliario en lengua mexicana (o náhuatl) de la Biblioteca Capitular de Toledo (Fragmentos de la Biblia en náhuatl) es un manuscrito escrito a mediados del siglo XVI en la Nueva España por los evangelizadores franciscanos y copiado en el scriptorium del Colegio de Tlatelolco. 
Esta obra habría sido diseñada por fray Arnaldo de Bassacio y en ella habrían colaborado diversos frailes y alumnos del Colegio, como fray Bernardino de Sahagún y los colegiales indígenas Pablo Nazareo de Xaltocan y Hernando de Ribas.
El Evangeliario contiene la traducción de diversos fragmentos del Nuevo y Antiguo Testamento, como los Proverbios de Salomón, diversos textos de la Pasión de Cristo, las Epístolas de san Pablo, entre otros.
El Evangeliario es el texto fundamental y fundacional de la Iglesia mexicana al contener las lecturas para las misas diarias que se utilizaron durante más de dos siglos hasta que fray Francisco Antonio de la Rosa Figueroa en el siglo XVIII ordenó quemarlas. Es además, el texto base para diversos sermonarios y obras litúrgicas en náhuatl. 
El día 18 de enero de 2018 la Universidad de Sonora informó que entre las obras del manuscrito 35-22 que contiene el Evangeliario se encuentra el famoso Manual del christiano de fray Bernardino de Sahagún. Además el manuscrito contiene la primera versión de los "Colloquios de la paz y tranquilidad Christiana" de fray Juan de Gaona y el colegial Hernando de Ribas, escrito en torno a 1544.

## Historia
Aunque durante el siglo XIX se conoció su existencia, la primera descripción la realizó el padre Atanasio López en 1921 y, a pesar de que fue citado en el siglo XIX por los bibliógrafos que no llegaron a investigar el texto, y más tarde por Robert Ricard (1944), ningún investigador lo estudió durante el siglo XX y parte del XXI.
El manuscrito permaneció en el olvido hasta el año 2012, cuando la filóloga mexicana Heréndira Téllez lo encontró como parte de su búsqueda de los manuscritos del “Arte de la lengua mexicana” de fray Andrés de Olmos. La noticia del hallazgo fue dada a conocer en 2015 por la Oficina de Transferencia de Resultados de Investigación de la Universidad Complutense de Madrid. Posteriormente, el periódico el Norte publicó detalles sobre el manuscrito, en donde se describe que se trata de la primera Biblia escrita en lenguas indgenas del Nuevo Mundo. 
Actualmente el manuscrito está siendo editado y traducido en el marco del proyecto "Red Internacional de Filología bíblica en lenguas indoamericanas Archivado el 4 de noviembre de 2020 en Wayback Machine." en el cual participan destacados investigadores.

## Copias
Aunque el manuscrito toledano se considera la copia más antigua, existen numerosos ejemplares. El Proyecto "Filología bíblica en lenguas indoamericanas" ha logrado contabilizar hasta el momento 26 copia, entre ellas las más importantes son:
Ms. Ayer 1467. Biblioteca Newberry de Chicago. https://www.wdl.org/es/item/15015/
Ms. 1492. Biblioteca Nacional de México.
Ms. 1478. Biblioteca Nacional de México.
Ms. Monterrey, #REDIRECCIÓN 